# フルーク・コーポレーション
フルーク・コーポレーション (Fluke Corporation、通称「フルーク」) は、アメリカ合衆国ワシントン州エバレットに本社をおく計測機器メーカーである。携帯性が良い技術者・現場保守管理者向けの電気試験装置機器を製造・販売を行っている。
フルーク・キャリブレーション、フルーク・ネットワークス、およびフルーク・バイオメディカルはいずれも姉妹ブランドである。

## 沿革
- 1948年 ジョン・M・フルークにより、米国コネチカット州スプリングデールにフルーク誕生
- 1977年 フルーク日本支社を設立
- 1991年 株式会社フルーク設立
- 1996年 株式会社フルーク ISO9001認証取得
- 1998年 フルークがダナハー入り
- 2009年 株式会社フルーク JCSS（Japan Calibration Service System）登録
- 2011年 株式社フルークと日本テクトロニクス株式会社が合弁し、社名を株式会社社TFFに変更
- 2016年 米国にてダナハーの一部事業体がフォーティブコーポレーションとして分割設立上場しその傘下入り